# نادي إيجلز
نادي إيجلز هو نادي كرة قدم مالديفي تأسس عام 1989. يلعب في دوري جزر المالديف لكرة القدم.

## وصلات خارجية
- الموقع الرسمي